# Eerste Kamerverkiezingen 2023/Kandidatenlijst/Partij voor de Dieren
De kandidatenlijst voor de Eerste Kamerverkiezingen van 2023 van de lijst Partij voor de Dieren (lijstnummer 10) is na controle door de Kiesraad als volgt vastgesteld:
1. Niko Koffeman
2. Peter Nicolaï
3. Ingrid Visseren-Hamakers
4. Hanneke Schmeets
5. Sebastiaan van Pruissen
6. Henriëtte Prast
7. Rosalie Bunnik
8. Bibi Dumon Tak
9. Stephanie Palsma van Voorthuizen
10. Luuk van der Veer
11. Marnix van der Werf
12. Eva Meijer
13. Maarten Reesink
14. Erno Eskens
15. Anja Hazekamp

FVD · VVD · CDA · GroenLinks · D66 · PvdA · PVV · SP · ChristenUnie · Partij voor de Dieren · 50PLUS · SGP · OPNL · JA21 · BBB · Volt